# エティエンヌ・ディド
エティエンヌ・ディド（Étienne Didot、1983年7月24日 - ）はフランスの元サッカー選手。現役時代のポジションはMF。

## 経歴
2008年6月18日、トゥールーズFCに300万ユーロで移籍した。2014年4月18日、トゥールーズとの契約を3年延長した。
2016年7月1日、EAギャンガンに移籍した。